# Referéndum constitucional de Rusia de 1993
Se celebró un referéndum constitucional en Rusia el 12 de diciembre de 1993, en paralelo a las elecciones legislativas. La nueva constitución fue aprobada por el 58.4% de los votantes y entró en vigor el 25 de diciembre. La participación electoral alcanzó el 54.4%.

## Antecedentes
Desde 1992, el presidente Borís Yeltsin había argumentado que la constitución de 1978 estaba obsoleta y debía ser reemplazada. Pidió una nueva constitución que otorgara más poderes al Presidente. El gobierno y el Congreso de los Diputados del Pueblo redactaron dos borradores de una nueva constitución. El fracaso de ambas partes en alcanzar un compromiso llevó a Yeltsin a disolver el Congreso de los Diputados del Pueblo en septiembre de 1993, lo que llevó a una crisis constitucional.
Yeltsin luego convocó una Asamblea Constitucional que simpatizaba con sus puntos de vista. Posteriormente, la Asamblea redactó una constitución que preveía una presidencia fuerte y se publicó el 11 de noviembre.

## Resultados
| Opción                             | Votos       | %    |
| ---------------------------------- | ----------- | ---- |
| A favor                            | 32.937.630  | 58.4 |
| En contra                          | 23.431.333  | 41.6 |
| Votos nulos/en blanco              | 1.357.909   | –    |
| Total                              | 57.726.872  | 100  |
| Votantes registrados/participación | 106.170.835 | 54.4 |
| Fuente: Nohlen & Stöver            |             |      |